# 薩馬里-奧里霍維
51°51′6″N 24°39′48″E / 51.85167°N 24.66333°E
薩馬里-奧里霍維（烏克蘭語：Самари-Оріхові），是烏克蘭的村落，位於該國西部沃倫州，由科韋利區負責管轄，面積1.81平方公里，海拔高度149米，2001年人口1,082，人口密度每平方公里598.78人。